# Глубокое (Воронежская область)
Глубокое — село в Петропавловском районе Воронежской области России. Входит в состав Новолиманского сельского поселения.

## География

### Улицы
- ул. А. Шестакова
- ул. Кольцевая
- ул. Советская
- ул. Усадьба лесничества

## Население
| 1859 | 1897  | 2010 |
| ---- | ----- | ---- |
| 584  | ↗1137 | ↘228 |